# Marko Elsner
Marko Elsner, född 11 april 1960 i Ljubljana, Jugoslavien, död 18 maj 2020 i Ljubljana, var en jugoslavisk/slovensk fotbollsspelare som tog OS-brons med Jugoslavien vid de olympiska sommarspelen 1984 i Los Angeles.